# السمرا (فلسطين)
السمرا هي إحدى القرى الفلسطينية التي هجرت عام 1948. تبعد 10 كيلومتر جنوب شرق مدينة طبريا.

## التاريخ المبكر للقرية
ذكر المؤرخ والرحالة السويسري يوهان لودفيك بركهارت قرية السمرا في اوائل القرن التاسع عشر وذكر ابنيتها الحجرية القديمة ووصف انها القرية الاهلة الوحيدة بالجانب الشرقي لبحيرة طبريا.

## موقع القرية
كانت القرية على شكل مستطيل يمتد في موازة البحيرة من الشمال إلى الجنوب على رقعة مستوية من الأرض على الشاطئ الجنوبي الشرقي لبحيرة طبرية. تبعد 3 كلم عن الحدود السورية الفلسطينية وكانت مرتفعات الجولان تشرف عليها من الشرق. وكانت طريق فرعية تربطها بقرية سمخ والتي هي القرية الاقرب اليها.

## القرية قبل عام 1948
كان سكان السمرا في معظمهم من المسلمين ويصلون في مسجد يتوسط القرية. أما منازلهم فكانت مبنية بالحجارة أو بالطوب. كانت الزراعة المصدر الرزق الأساسي لسكان السمرا فبين عام 1944 و 1945, كان نحو 6825 دونماً مخصصاً لزراعة الحبوب و21 دونماُ مروياً أو مستخدماً للبساتين.

## المواقع الاثرية بالقرية
تضم القرية في إحدى اطرافها مدافن تعود للفتره الرومانية، وعلى بعد نحو 1,5 كلم إلى الشرق من القرية، كان ينهض نصب تذكاري عثماني، شيد إحياء لذكرى طيارين عثمانيين تحطمت طائرتهما في المنطقة سنة 1913 , في أثناء رحلة لهما من إسطنبول إلى القاهرة.
النصب التذكاري العثماني
اقام العثمانيون نصبا تذكاريا للطيارين العثمانيين فتحي وصادق الذيين لقيا حتفهما عام 1913، وبحسب وصف مؤلفا ولاية بيروت القسم الجنوبي، وصل الطياران فتحي وصادق يوم السبت في الخامس عشر من شهر شباط 1913 بطيارتهما إلى القرية، وعاكستهم اهوية شرقية شديدة مما ادى إلى انقلاب الطيارة.

## احتلال القرية
يذكر المؤرخ الإسرائيلي بني موريسأن السمرا أخليت جزئيا في 21 نيسان /أبريل عام 1948 من جراء سقوط مدينة طبرية، ومن بقي من سكان السمرا وغيرها من القرى تعرضوا، بين سنة 1949 وسنة 1956 لحملة منظمة لحملهم على الرحيل.
كانت القرية تقع داخل المنطقة المجردة من السلاح، فقد نصت اتفاقية الهدنة على حمايتها. الا أن السلطات الإسرائيلية نجحت في حمل جميع سكان قرى المنطقة المجردة من السلاح على الرحيل بحلول سنة 1956, وذلك باستخدام خليط من الضغط الاقتصادي والبوليسي.
توجة معظمهم اللاجئين إلى سوريا، بينما توجه آخرون إلى قرية شعب القريبة من عكا.

## القرية اليوم
لم يبقى أي أثر لمعالم القرية، فقد شيد على قسم من موقع القرية منتجع سياحي باسم ديريا (daria), بينما تغطي الأشجار الأقسام الأخرى، ويزرع الإسرائيليون الأراضي المحيطة.
أنشئت مستعمرة هئون شمالي القرية عام 1949.

## وصلات خارجية
- السمرا ترحب بكم